# Aeroportul Tanjung Manis
Aeroportul Tanjung Manis (IATA: TGC, ICAO: WBGT) este un aeroport din Mukah⁠(d), Bahagian Mukah⁠(d), Sarawak, Malaysia ce deservește zona Sarikei⁠(d).
Situat la o altitudine de 5 m, aeroportul dispune de o singură pistă.